# 黄志镗
黄志镗（1928年5月20日—2016年11月13日），男，籍贯浙江黄岩，生于上海，中国有机化学、高分子化学家，中国科学院化学研究所研究员。曾任该所学术委员会主任、学位委员会主任等职。

## 生平
1928年生于上海，籍贯浙江黄岩。1951年毕业于同济大学化学系。1991年当选为中国科学院学部委员(院士)。